# Gracze (serial telewizyjny)
Gracze – amerykański serial telewizyjny (komedia) wyprodukowany przez Closest to the Hole Productions, Leverage Entertainment, 7 Bucks Entertainment oraz Film 44. Twórcą serial jest Steve Levinson. Premierowy odcinek został wyemitowany 21 czerwca 2015 przez HBO.
W Polsce serial jest emitowany od 21 czerwca 2015 roku przez HBO Polska.
Pod koniec sierpnia 2019 roku HBO ogłosiła, że sezon piąty jest finałową serią.

## Fabuła
Serial skupia się na Spencerze Strasmorze (Dwayne Johnson), który kończy karierę jako zawodnik futbolu. Zaczyna pracę jako mentor aktywnych i emerytowanych futbolistów.

## Obsada

### Główna
- Dwayne Johnson jako Spencer Strasmore[4]
- Omar Benson Miller jako Charles[5]
- John David Washington jako Ricky[5]
- Rob Corddry jako  Joe[6]
- Troy Garity jako  Jason
- Donovan Carter jako  Vernon
- Jazmyn Simon jako  Julie
- LeToya Luckett jako  Tina
- Carmelo "Q" Oquendo jako Pro-NFL Player
- Ella Thomas jako  Kara

### Pozostałe role
- Arielle Kebbel[7] jako Tracy Legette
- Taylor Cole jako  Michaels

## Odcinki
| Sezon | Sezon | Odcinki | Oryginalna emisja | Oryginalna emisja    | Oryginalna emisja | Oryginalna emisja    | Oryginalna emisja |
| Sezon | Sezon | Odcinki | Premiera sezonu   | Finał sezonu         | Premiera sezonu   | Finał sezonu         |                   |
| ----- | ----- | ------- | ----------------- | -------------------- | ----------------- | -------------------- | ----------------- |
|       | 1     | 10      | 21 czerwca 2015   | 23 sierpnia 2015     | 21 czerwca 2015   | 23 sierpnia 2015     |                   |
|       | 2     | 10      | 17 lipca 2016     | 25 września 2016     | 18 lipca 2016     | 26 września 2016     |                   |
|       | 3     | 10      | 23 lipca 2017     | 24 września 2017     | 24 lipca 2017.    | 25 września 2017     |                   |
|       | 4     | 9       | 12 sierpnia 2018  | 7 października 2018  | 13 sierpnia 2018  | 8 października 2018  |                   |
|       | 5     | 8       | 25 sierpnia 2019  | 13 października 2019 | 26 sierpnia 2019  | 14 października 2019 |                   |

## Produkcja
14 lutego 2014, HBO zamówiła pierwszy sezon serialu, który składa się z 10 odcinków, a 10 lipca 2015 roku zamówiła 2 sezon.
29 lipca 2016 roku, stacja HBO zamówiła 3 sezon, a 9 sierpnia 2017 roku 4 sezon.
6 września 2018 roku, stacja HBO zamówiła 5 sezon.